# Lech-Stahlwerke
Die Lech-Stahlwerke GmbH betreiben das einzige Stahlwerk in Bayern. Das Stahlwerk liegt im Ortsteil Herbertshofen des Marktes Meitingen bei Augsburg.

## Geschichte
Die Lech-Stahlwerke wurden zur Herstellung von Bewehrungsstahl 1970 vom italienischen Unternehmer Luigi Giussani als Bayerische Elektrostahlwerke gegründet. Sie gehören heute zur Max-Aicher-Gruppe. Die Lech-Stahlwerke beschäftigen etwa 800 Mitarbeiter und produzieren pro Jahr etwa 1,2 Mio. Tonnen Stahl.
Das Stahlwerk produziert aus Schrott mit Elektrolichtbögenöfen über Stranggussanlagen Knüppel und walzt daraus die Produkte Stabstahl und Halbzeug sowie Betonstahl.
Anwohner und deren Bürgerinitiativen beklagten 2011, das Stahlwerk emittiere Lärm und Staub.
Im März 2022 stellt das Stahlwerk wegen hoher Strompreise, Gaspreise und drastisch gestiegener CO2-Preise seine Produktion tageweise ein. Es braucht so viel Strom wie eine Stadt mit 300.000 Einwohnern.
Nach Beantragung einer Erweiterung der Produktionskapazitäten beschloss der Markt Meitingen im Jahr 2021, den Bannwald zwischen den Lech-Stahlwerken und Langweid zu roden. Gegen den Bebauungsplan wurden am Bayerischen Verwaltungsgerichtshof mehrere Klagen eingereicht. Die Regierung von Schwaben erteilt eine Ausnahmegenehmigung zur Rodung und die Rodung fand im Oktober 2022 statt.
Das Stahlwerk hat einen Gleisanschluss an die Bahnstrecke Augsburg–Nördlingen.

## Gerichtsverfahren
Nach einem Bericht der Süddeutschen Zeitung sind wegen eines millionenschweren Bestechungssystems bei den schwäbischen Lech-Stahlwerken am 16. Juni 2021 zwei frühere Geschäftsführer zu Gefängnisstrafen verurteilt worden. Das Landgericht Augsburg verurteilte einen 55 Jahre alten ehemaligen Manager zu vier Jahren und drei Monaten Haft.
Der Subunternehmer, der die Bestechungsgelder gezahlt hatte, um Aufträge zu erhalten, bekam drei Jahre und neun Monate. Ein Steuerberater, der teilweise die Beträge weitergeleitet hatte, erhielt wegen Geldwäsche eine neunmonatige Strafe, die zur Bewährung ausgesetzt wurde.
Die in Untersuchungshaft sitzenden beiden Hauptangeklagten hatten in dem Prozess Geständnisse abgelegt. Ausgangspunkt für die Bestechungsgelder waren Aufträge für Reinigungsarbeiten, die das Stahlwerk an Dienstleister zu vergeben hatte.